# مولداوی
مولداوی (به مولداویایی: Moldova) با نام رسمی جمهوری مولداوی (به مولداویایی: Republica Moldova) کشور محصور در خشکی در شرق اروپا است که از غرب با رومانی و از شمال شرقی تا جنوب با اوکراین همسایه است. مرزهای مولداوی با رومانی در راستای رودهای پروت و دانوب کشیده شده است. این کشور از سال ۱۹۴۵ تا ۱۹۹۱ با نام جمهوری شوروی سوسیالیستی مولداوی بخشی از اتحاد جماهیر شوروی بود و در ۲۷ اوت ۱۹۹۱ پس از فروپاشی شوروی اعلام استقلال نمود. پایتخت مولداوی شهر کیشیناو است. همچنین این کشور با کشوری به رسمیت نشناخته شده بنام ترانس نیستریا همسایه است که در سطح بین‌الملل آن را به‌عنوان بخشی از مولداوی می‌شناسند. به دلیل کاهش تولیدات صنعتی و کشاورزی پس از فروپاشی اتحاد جماهیر شوروی، بخش خدمات تحت سلطه اقتصاد مولداوی قرار گرفته و بیش از ۶۰ درصد تولید ناخالص داخلی کشور را تشکیل می‌دهد. این کشور از نظر سرانه تولید ناخالص داخلی دومین کشور فقیر در اروپا است. اگرچه مولداوی دارای شاخص توسعه انسانی نسبتاً بالایی است، اما پایین‌ترین شاخص در قاره است و رتبه ۹۰ را در جهان دارد. مولداوی به وسیله یک جمهوری پارلمانی اداره می‌شود که رئیس‌جمهور در آن ریاست کشور و نخست‌وزیر ریاست حکومت را بر عهده دارد. این کشور عضو سازمان ملل متحد، شورای اروپا، سازمان جهانی تجارت، سازمان امنیت و همکاری اروپا (OSCE)، سازمان GUAM برای دموکراسی و توسعه اقتصادی، کشورهای مشترک المنافع (CIS) و سازمان همکاری اقتصادی دریای سیاه (BSEC). و هم چنین متقاضی عضویت در اتحادیه اروپا شده است.

## اقتصاد
مولداوی در سال ۲۰۱۰ با کمترین میزان درآمد سالانه ملی، افزایش مهاجرت شهروندان برای یافتن شغل و کاهش میزان مبادلات بازرگانی، فقیرترین کشور در همسایگی اتحادیه اروپا شناخته شده است. بخاطر مشکل بیکاری ناشی از بحران اقتصادی تقریباً یک سوم از مردم مولداوی مجبور به ترک این کشور به منظور یافتن کار در کشورهای همسایه شده‌اند و قدرت خرید مردم نیز به‌طور جدی کاهش یافته و در عین حال میزان مبادلات بازرگانی بین این کشور و اروپا نیز تقریباً به یک سوم کاهش یافته است. دولت مولداوی بخاطر مشکلات اقتصادی پیش از این مجبور شده تا درخواست کمک مالی خارجی کند.

## ارتباط
مولداوی یک کشور محصور در خشکی می‌باشد و تنها راه ارتباطی بین‌المللی آن مرز آبی به طول تقریبی ۴۸۰ متر در کنار رود دانوب می‌باشد. این منطقه پس از استقلال، با تلاش زیاد دولت مولداوی به سمت بندر شدن پیش می‌رود و هرنوع سرمایه‌گذاری وکمک یک کشور خارجی جهت تأسیس و تجهیز بندر فوق و ایجاد ارتباطات جاده‌ای با کیشیناو اقدامی کاملاً حیاتی برای مولداوی بوده، اجازه ارتباط آزاد وتجارت آزاد را به این جمهوری خواهد داد و در آینده‌ای نزدیک پتانسیل اقتصادی مولداوی را افزایش خواهد داد و بنابراین مشکل همیشگی قیمت‌های حمل و نقل با امتیاز دسترسی به مهم‌ترین راه آبی اروپا کم خواهد شد.

## جغرافیا

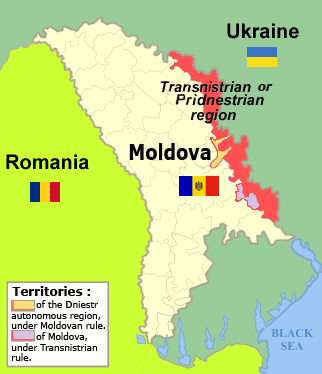
مولدوا میان اوکراین، رومانی و ناحیه خودمختار ترانس‌نیستریا

جمهوری مولداوی با ۳۳٬۷۰۰ کیلومتر مربع در شمال و جنوب و شرق با اوکراین و در غرب با رومانی همسایه است.
کیشینف(۶۴۴٬۰۰۰ نفر) پایتخت و تیراسپل(۱۲۹٬۰۰۰ نفر)، بلتسی(۱۰۲٬۰۰۰ نفر)، تیگینا و ریبیتسا از شهرهای مهم این کشور بشمار می‌رود.
بخشهایی از مناطق خاوری این کشور که در ساحل شرقی دنستر قرار دارند به‌دنبال استقلال این جمهوری در ۲۷ اوت ۱۹۹۱ از شوروی، تحت نام جمهوری ترنسنیستریا اعلام استقلال کردند. این تصمیم آنان مورد پذیرش دولت مرکزی قرار نگرفت و متعاقب آن مناقشه مسلحانه آغاز و چندین ماه بطول انجامید.
در حال حاضر حفاظت از صلح در این جمهوری خودخوانده توسط صلح بانان روس و مولداو انجام می‌شود.

## جمعیت‌شناسی

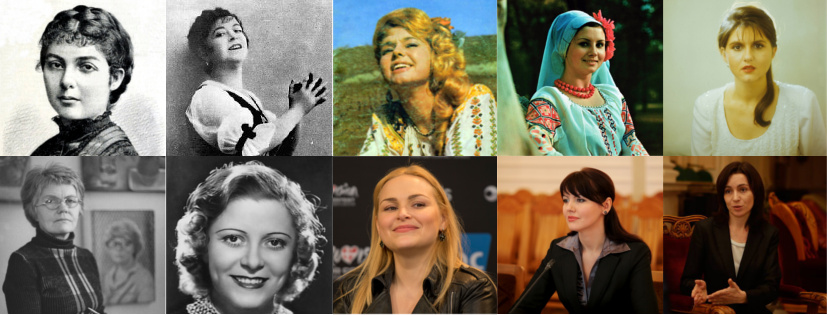
زن موفق مولداوی

### ترکیب قومیتی
ترکیب قومیتی مولداوی بر اساس سرشماری سال ۲۰۰۴ مولداوی و سرشماری سال ۲۰۰۴ ترنسنیستریا:
| خود معرفی        | مولداوی سرشماری | ٪ مولداوی اصلی | ترنسنیستریا سرشماری | ٪ ترنسنیستریا + بندر | مجموع     | ٪      |
| ---------------- | --------------- | -------------- | ------------------- | -------------------- | --------- | ------ |
| مولداو۱          | ۲٬۵۶۴٬۸۴۹       | ۷۵٫۸۱٪         | ۱۷۷٬۳۸۲             | ۳۱٫۹۴٪               | ۲٬۷۴۲٬۲۳۱ | ۶۹٫۶۲٪ |
| اوکراینی‌ها       | ۲۸۲٬۴۰۶         | ۸٫۳۵٪          | ۱۶۰٬۰۶۹             | ۲۸٫۸۲٪               | ۴۴۲٬۴۷۵   | ۱۱٫۲۳٪ |
| روس‌ها            | ۲۰۱٬۲۱۸         | ۵٫۹۵٪          | ۱۶۸٬۶۷۸             | ۳۰٫۳۷٪               | ۳۶۹٬۸۹۶   | ۹٫۳۹٪  |
| گاگااوز          | ۱۴۷٬۵۰۰         | ۴٫۳۶٪          | ۴٬۰۹۶               | ۰٫۷۴٪                | ۱۵۱٬۵۹۶   | ۳٫۸۵٪  |
| رومانیایی۱       | ۷۳٬۲۷۶          | ۲٫۱۷٪          | ۲۵۳                 | ۰٫۰۵٪                | ۷۳٬۵۲۹    | ۱٫۸۷٪  |
| بلغارها          | ۶۵٬۶۶۲          | ۱٫۹۴٪          | ۱۳٬۸۵۸              | ۲٫۵۰٪                | ۷۹٬۵۲۰    | ۲٫۰۲٪  |
| کولی             | ۱۲٬۲۷۱          | ۰٫۳۶٪          | ۵۰۷                 | ۰٫۰۹٪                | ۱۲٬۷۷۸    | ۰٫۳۲٪  |
| یهودی۲           | ۳٬۶۰۸           | ۰٫۱۱٪          | ۱٬۲۵۹               | ۰٫۲۳٪                | ۴٬۸۶۷     | ۰٫۱۲٪  |
| لهستانی‌ها        | ۲٬۳۸۳           | ۰٫۰۷٪          | ۱٬۷۹۱               | ۰٫۳۲٪                | ۴٬۱۷۴     | ۰٫۱۱٪  |
| دیگران/اعلام‌نشده | ۳۰٬۱۵۹          | ۰٫۸۹٪          | ۲۷٬۴۵۴              | ۴٫۹۴٪                | ۵۷٬۶۱۳    | ۱٫۴۶٪  |
| کل               | ۳٬۳۸۳٬۳۳۲       | ۱۰۰٪           | ۵۵۵٬۳۴۷             | ۱۰۰٪                 | ۳٬۹۳۸٬۶۷۹ | ۱۰۰٪   |

۱اختلاف نظر ادامه‌داری در مورد این که آیا رومانیایی‌ها و مولداوها یک گروه قومیتی می‌باشند یا خیر وجود دارد؛ مثلاً برخی آن‌ها را دو گروه قومی متفاوت دانسته و برخی مولداوها را بخشی از رومانیایی‌ها می‌دانند. در سرشماری افراد فقط یک ملیت را می‌توانند معرفی کنند و کسی نمی‌تواند خود را هم مولداو و هم رومانیایی اعلام کند.
۲اقلیت یهودی این کشور در گذشته بسیار پرشمار بود (۲۲۵٫۶۳۷ یهودی در بسسارابیا در سال ۱۸۹۷ یا ۱۱٫۶۵٪ جمعیت).

### زبان

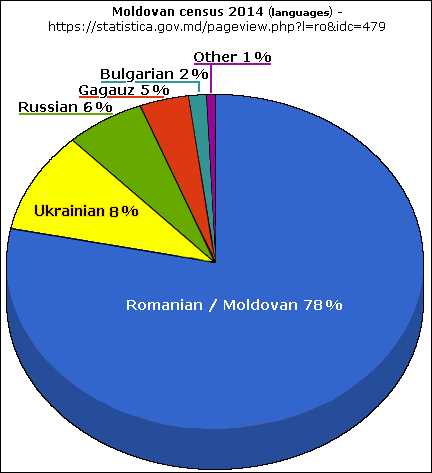
نمودار دایره‌ای از آمار زبان‌های رایج در مولداوی سال ۲۰۱۴

قانون اساسی سال ۱۹۹۴ این کشور زبان رسمی مولداوی را مولداویایی اعلام کرده اما در اعلامیه استقلال ۱۹۹۱ زبان رسمی جمهوری مولداوی رومانیایی اعلام شده بود.
زبان روسی با عنوان «زبان ارتباطات بین قومیت‌ها» موقعیت رسمی در این کشور دارد و در تمام سطوح جامعه و حکومت مورد استفاده است. اوکراینی و گاگااوز دو زبان اقلیت عمده هستند که در گاگااوزیا و ترانس‌نیستریا زبان رسمی به‌شمار می‌روند.

### مذهب رسمی
بر اساس سرشماری سال ۲۰۰۴ در این کشور ۹۳٫۳٪ مردم مولداوی پیرو کلیسای ارتدوکس شرقی هستند. ۲٪ پروتستان، ۱٫۲٪ پیرو سایر مذاهب، ۰٫۹٪ بی‌دین، ۰٫۴٪ خداناباور و ۲٫۲٪ هم به سؤال پاسخ نداده‌اند.

## سیاست

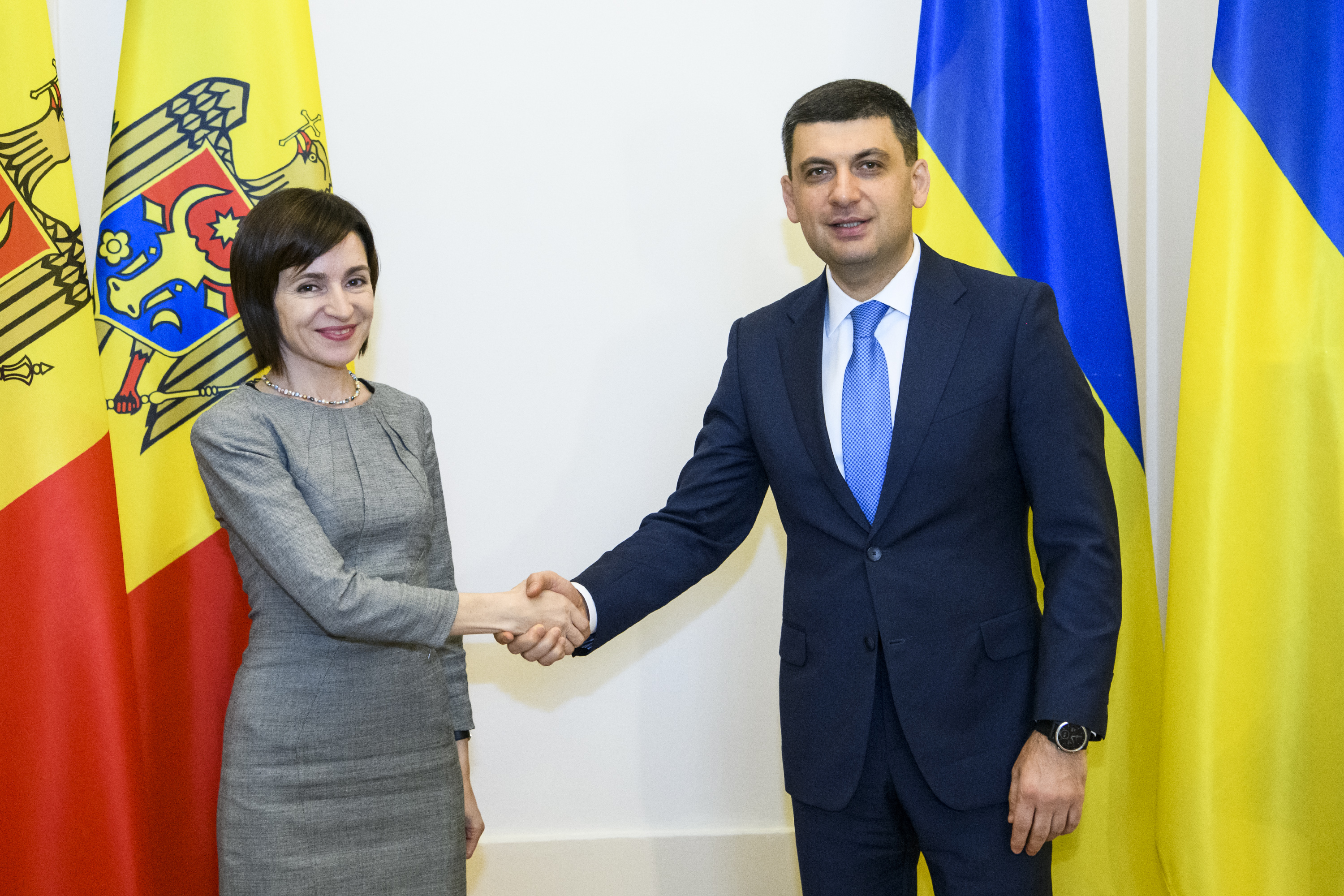
مایا ساندو رئیس‌جمهور مولداوی و ولادیمیر گرویسمن نخست‌وزیر اوکراین

در این کشور رئیس حکومت رئیس‌جمهور است و نخست‌وزیر رئیس دولت. رئیس‌جمهور با رأی اعضا مجلس برای دوره‌ای چهار ساله تعیین می‌شود. او کابینه را تعیین می‌کند. اعضای کابینه باید از مجلس رأی اعتماد بگیرند.
مجلس این کشور ۱۰۱ کرسی دارد. نمایندگان آن با رأی مردم برای دوره‌ای چهار ساله تعیین می‌شوند.
در انتخابات پارلمانی برگزار شده در روز پنجم آوریل ۲۰۰۹ (۱۶ فرودین ۸۸)، حزب کمونیست مولداوی توانست ۵۰ درصد آراء را به خود اختصاص دهد و پیروز انتخابات باشد. در نتیجه این پیروزی، تنش سیاسی و تظاهرات مخالفان دولت در مولداوی گسترش یافت و تظاهرکنندگان، دولت کمونیست این کشور را به تقلب در انتخابات پارلمانی ماه گذشته متهم کردند.
هدف این کشور پیوستن به اتحادیه اروپا است ولی در حال حاضر بسیاری از این نگرانند که روسیه سعی خواهد کرد با پیشروی در ترانس‌نیستریا و بعد مولدوا مانع این کار شود.
رئیس‌جمهوری مولداوی نیکلای تیموفتی از ائتلاف حاکم همگرایی اروپایی است. تیموفتی چهارمین رئیس‌جمهوری مولداوی در تاریخ این کشور در دو دهه پس از فروپاشی شوروی سابق می‌باشد.
مولداوی از سال ۲۰۰۹ به دلیل اختلافات در پارلمان که مانع انتخاب رئیس‌جمهوری شده بود، دچار بحران سیاسی است.
لوری لینکا، نخست‌وزیر با نزاکت و محتاطی است. آقای لینکا، مخالفان خود را متهم می‌کند که از تبلیغات برای مسموم کردن افکار رای‌دهندگان استفاده می‌کنند ولی اذعان دارد که یک چنین احساساتی، به مصمم بودن او و سرعت بخشیدن به اجرای سیاست‌هایش کمک کرده است.
او می‌خواهد هر چه زوتر قرارداد وابستگی به اتحادیه اروپا را امضا کند که مشابه همان قراردادی است که موجب شروع تظاهرات در اوکراین شد. وی برای الحاق به اتحادیه اروپا با خوش‌بینی تاریخ ۲۰۱۹ را در نظر گرفته است. آقای لینکا با وجود سیاست رسمی بی‌طرفی نظامی، همچنین می‌خواهد موقعیت مولدوا را به عنوان یک متحد ناتو تحکیم بخشد.
او که فارغ‌التحصیل یکی از دانشگاه‌های برجسته روسیه برای دیپلمات هاست، می‌گوید می‌داند در مقابل رویارویی با قدرت روسیه تا چه حد می‌تواند جلو برود: «تجربه شخصی من این است که شما باید گفتمان بسیار خوب و فشرده‌ای با روسیه داشته باشید و هر قدر بیشتر بحث کنید پیشرفت بیشتری خواهید داشت. اگر اوکراینی‌ها فکر می‌کنند که این درس خوبی است، ما هم حاضریم در آن شریک شویم زیرا در شرایط ما جز مذاکره گزینه دیگری وجود ندارد.»